# 십칠각형

정십칠각형

기하학에서 십칠각형은 변과 각이 모두 17개인 평면도형이다.
십칠각형의 모든 내각의 합은 2700도이며, 정십칠각형의 한 내각은 약 158.82도이다.
정십칠각형은 작도가 가능한 평면도형인데, 이는 2π⁄17의 삼각함수 값이 사칙연산과 제곱근만으로 표현이 가능하다는 것을 의미한다.
정십칠각형의 한 변의 길이를 t라고 하면, 정십칠각형의 넓이는 다음 식과 같다.
{\displaystyle {\frac {17}{4}}t^{2}\cot {\frac {\pi }{17}}}
1796년 가우스는 변의 개수가 서로 다른 페르마 소수의 곱에 2의 거듭제곱을 곱한 형태인 정다각형은 작도가 가능하다는 것을 보였다. 특히, 가우스는 3월 30일에 정십칠각형의 작도법을 발견하였다.

가우스의 정십칠각형 작도.

## 같이 보기
- 컴퍼스와 자 작도
- 작도 가능한 수